# Еш против злих мртваца
Еш против злих мртваца (енгл. Ash vs Evil Dead) америчка је хумористичка-хорор телевизијска серија коју су развили Сем Рејми, Ајван Рејми и Том Спезиали за мрежу Старз, снимљена на Новом Зеланду. Припада Рејмијевом серијалу "Зли Мртви", са Брус Кембелом који репризира улогу Еша Вилијамса из оригиналне трилогије.
У Србији се емитовала од 1. новембра 2015. године на мрежи Ејч-Би-Оу, титлована на српски језик. Титлове је радио студио Медијатранслејшонс.